# Flip (boisson)
 (mai 2021).
Si vous disposez d'ouvrages ou d'articles de référence ou si vous connaissez des sites web de qualité traitant du thème abordé ici, merci de compléter l'article en donnant les références utiles à sa vérifiabilité et en les liant à la section « Notes et références ».
Le flip est une spécialité culinaire de la Manche en Normandie.
C’est une boisson alcoolisée chaude composée à parts égales de cidre doux et de calvados, sucrée avec du miel.
Dans les années 1930, le cidre était quasiment la seule boisson alcoolisée dans le Cotentin. Dans les campagnes, le cidre accompagnait tous les repas et de nombreuses recettes ont été élaborées à partir de ce produit phare. À l’instar du vin chaud, le Flip permet de se réchauffer au cœur de l’hiver, de goûter au plaisir d’une boisson chaude. Il est également possible d'ajouter des oranges macérées, de la cannelle, et des clous de girofles. 